# Tall Bazi
Koordinaten: 36° 25′ 38,3″ N, 38° 16′ 35,4″ O
Tall Bazi ist ein archäologischer Siedlungshügel (Tall) im Gouvernement ar-Raqqa im Norden von Syrien. Es wurde eine Stadtanlage aus der zweiten Hälfte des 1. Jahrtausends v. Chr. freigelegt.

## Grabungen
Tall Bazi liegt etwa 60 km südlich der Grenze zur Türkei am östlichen Ufer des Euphrat.
Zu Beginn der Ausgrabungen 1993 handelte es sich um eine Rettungsausgrabung. Der 1999 angelegte Tischrin-Stausee überschwemmt seither Teile des Siedlungskomplexes, namentlich die in der frühen Phasen der Ausgrabung freigelegte „Weststadt“ der spätbronzezeitlichen Siedlung, eine Siedlungserweiterung aus dem 12. Jahrhundert v. Chr., die auf einer Flussterrasse am Ostufer des Euphrats lag. Die auf einem etwa 60 m hohen Hügel darüber liegende Zitadelle ist weiterhin zugänglich. Die Ausgrabungsarbeiten werden vom DAI in Kooperation mit der TU München ausgeführt.

## Geschichte
Bei der Siedlung, deren antiker Name noch unbekannt ist, handelt es sich vermutlich um einen maitanischen Fürstensitz aus dem 15. und 14. Jahrhundert v. Chr., der mit der Herrschaft von Šattiwaza unter der hethitischen Herrschaft von Šuppiluliuma I. geriet, bis der Komplex im frühen 12. Jahrhundert v. Chr. unvermittelt und vermutlich als Folge eines Angriffs verlassen wurde.
Die Siedlung gliederte sich in eine West- und eine Nordstadt, die zu einem Zitadellenhügel mit 3 Gebäuden führte, der von einer Mauer umfasst wurde und über eine Treppe betreten wurde.
Unter den Funden aus der Zitadelle befanden sich Rollsiegel und Urkunden mit Siegeln, die die Herrschaft von Sauštatar und seinem Sohn Artatama I. (regierte etwa bis 1400 v. Chr.) belegen. Darin wird der einen Tempel als königliche Schenkung übergeben. Beide Herrscher benutzten dasselbe Siegel.
Auf dem Plateau der Zitadelle wurde 2004 ein rechteckiger Raum angeschnitten, der sich als Tempel herausstellte. Der nach Süden ausgerichtete Tempel (Gebäude 1) besaß eine Mauer von 2,8 m Breite, war 38 m × 16 m groß und reichte 2008 noch bis zu einer Höhe von 3 Metern. Er war etwa 300 Jahre in Gebrauch, wobei er mehrfach umgebaut wurde.
Wie sich während der Ausgrabungen 2004 bis 2008 herausstellte, gab es unterhalb des Tempels bereits einen Ahnentempel aus der Frühbronzezeit, dessen Steinboden und Steine man teilweise wiederverwendete. Der Tempeleingang wurde von zwei schlecht erhaltenen Löwenorthostaten flankiert, wie man aus den schweren Sockelmonoliten schloss.
Die Maitani versetzten diese Löwen und trennten den großen Hauptraum in zwei kleinere, wobei der größere als Lagerhalle diente, während der kleinere als Sakralraum mit Altar, Bänke und Postamenten für diverse religiöse Praktiken eingerichtet war und ein Osttor bekam, vor das die Löwen gestellt wurden.
Feuerspuren und zahlreiche Pfeile und Schleudersteine belegen ein gewaltsames Ende des Tempels, das mit Plünderung und mutwilliger Zerstörung einher ging.
Des Weiteren wurden Keller gefunden, die bis zu 2 Meter in das felsige Grundgestein getrieben wurden. Von den bis zu 1,60 m verfüllten Kammern nimmt man an, dass es sich um das Gründungsopfers des Komplexes handelt. Hier wurden reichliche Funde von Perlen, Metallen, Tierknochen und anderen Opfergaben gemacht.
Im Nordwesten der Zitadelle wurde eine Zisterne mit einem 16 m langem Tunnel gefunden, die ebenfalls aus der Frühbronzezeit stammt.
2004 wurden im Südwesten der Zitadelle überraschend Teile einer breiten Lehmziegelmauer eines Gebäudes freigespült, das als Gebäude 2 bezeichnet wurde. Es handelt sich um ein Gebäude mit 26 m × 30 m Größe, das mind. 5 Meter hoch und von einer 2 m dicken Lehmziegelmauer umgeben war. 6 Räume wurden bisher freigelegt. Das Tor wurde von 2 Torkammern flankiert die durch hervorspringende Türme markiert waren.
Im Außen- und Innenbereich wurden hunderte von Tonschleudergeschossen sowie Pfeile gefunden, die denen von Tell Brak und anderen Orten gleichen.
Aufgrund dessen wurde das Gebäude von Einwag 2008 in die frühdynastische Zeit bzw. in die Sargonidenzeit datiert wurden, sodass dieser Ort offenbar von Kriegszügen des Sargon von Akkad und seines Enkel Naram-Sin sowie der Expansion der  Kura-Araxes-Kultur betroffen war. Unklar ist die Funktion, aber die Feinkeramik deutet aber umfangreiches Vermögen an.
Weitere Grabungen mussten durch wachsende Unruhen unterbrochen werden. Da Tall Bazi durch die Überflutung des Tales aufgrund des geschlossenen Tishrin-Staudamm bedroht ist, ist es fraglich ob dort weitere Grabungen stattfinden werden.
Erst die Römer erbauten am strategisch günstig gelegenen Ort wieder eine Befestigungsanlage.

### Rätsel um den Ortsnamen
Tall Bazi wird neben Aleppo (als weitere Vermutung) mit einem Ort namens Armi in Verbindung gebracht, der mehrfach auf Tontafeln von Ebla erwähnt wird und dessen Lage unbekannt ist. Der Herrscher von Armi war ein Vasall von Ebla während der Regierungszeit von Irkab-Damu und dessen Sohn Isar-Damu, das seinerseits mit Nagar und Kiš (erobert von Lugal-Zagesi) verbündet war. Lugal-Zagesi, der bis etwa 2347 v. Chr. regierte, behauptete in einer Siegesinschrift „Vom Unteren Meer entlang dem Euphrat und Tigris bis zum Oberen Meer ließ En-Lil alle Länder geradewegs zu Lugal-zagesi gehen.“ Belegt sind jedoch nur Zedernholzlieferungen aus Ebla. Er wurde schließlich 2347 v. Chr. in 34 Schlachten von Sargon von Akkad geschlagen.
Die Akkader behaupteten beide Ebla zerstört zu haben und müssen auf ihren Feldzügen an Tall Bazi vorbeigekommen sein. Aufgrund seiner strategischen Lage am Euphrat ist es die kürzeste Verbindung nach dem nur 60 km entfernten Ebla.
Naram-Sin soll auf seinem Feldzug Armanum (Armi) und Ibla (Ebla) zerstört haben, wobei er den König von Armanum namens Rid-Adad gefangen nahm und vermutlich auch den letzten König von Ebla Isar-Damu tötete. Das exakte Datum der Zerstörung Eblas ist umstritten, 2240 v. Chr. gilt als möglicher Kandidat.
Tall Bazi könnte aufgrund des Fundmaterials einige Fragen zu dieser Beziehung klären.
Ob Tall Bazi wirklich Armi (akk. Armanum) ist, bleibt offen. Aleppo am Armanus-Gebirge erscheint etwas plausibler, dennoch war Tall Bazi ein wichtiger Durchgangsort für den Handel, was das Gebäude 1 auch dokumentiert.